# Sablons sur Huisne
Sablons sur Huisne é uma comuna francesa na região administrativa da Normandia, no departamento de Orne. Estende-se por uma área de 52.36 km². Em 2010 a comuna tinha 2 152 habitantes (densidade: 41,1 hab./km²).
Foi criada em 1 de janeiro de 2016, a partir da fusão das antigas comunas de Condeau, Condé-sur-Huisne (sede da comuna) e Coulonges-les-Sablons.